# Iglesia de Nuestra Señora de la Asunción (Motrico)
La iglesia de Nuestra Señora de la Asunción es un edificio situado en la localidad española de Motrico, en la provincia de Guipúzcoa.

## Descripción
El edificio, que comenzó a levantarse en 1803 según los planos del arquitecto Silvestre Pérez y Martínez, se encuentra en la localidad española de Motrico, perteneciente a la provincia de Guipúzcoa, en la comunidad autónoma del País Vasco. Se menciona como iglesia parroquial del lugar en el undécimo volumen del Diccionario geográfico-estadístico-histórico de España y sus posesiones de Ultramar de Pascual Madoz, donde aparece descrita con las siguientes palabras:

La igl. parr. construida nuevamente en la plaza de Arriturriaga y habilitada para celebrar los oficios divinos el 8 de diciembre de 1843, es un bello modelo de arquitectura del profesor académico Don Silvestre Perez; se principió en 1803, en cuyo año se puso la primera piedra fundamental, con la mayor solemnidad y asistiendo una inmensa concurrencia de gentes, por el brigadier de la armada Don Cosme Churrucha que á la sazon se hallaba en el pueblo con real licencia y era alcalde; ha sido dirijida la ejecucion de la obra por los arquitectos del mismo pueblo Don Manuel Vicente de Laca y Don Mariano Lascúrain; es su planta una cruz griega con cuatro bellas columnas dóricas sobre las que sientan los arcos torales, rematando á los 80 pies en un cascaron que términa por fuera con una aguja: á un lado de la capilla mayor está la sacristia y en ella un cuadro de Murillo que representa al crucificado en la actitud de la agonía, y al opuesto la casa capitular, elevándose entre ambas y á espaldas del altar, la torre que remata como la igl. en una ahuja; dá ingreso á este hermoso templo un elegante pórtico compuesto de columnas aisladas y al que se sube por una bella escalinata. Esta igl. parr. se halla dedicada á la Asuncion de Ntra. Sra., es matriz y comprende los barrios ó valles de Galdona, Ibiri, Laranga, Mijoa, Mizquia, Olas, Olaberrieta y Sarasumendi, que reunen 134 caserias; su cabildo se compone de 11 beneficiados 7 de racion entera, y 4 de media, y un vicario que tenia la dotacion especial de los diezmos de 2 caserías ademas del general, y es de presentacion de la v.: hay tambien dentro de la jurisdiccion municipal de la misma, otras 2 igl. parr., á saber; San Andrés de Astigarribia, en el barrio de su nombre, y Ntra. Sra. de Azpilcueta, en el valle de Mendaro, que pertenecen á la dióc. de Calahorra.
(Madoz, 1848, pp. 630-631)

En el tomo de la Geografía general del País Vasco-Navarro dedicado a Guipúzcoa y escrito por Serapio Múgica Zufiria, se dice lo siguiente:

En lo eclesiástico pertenece al arciprestazgo de Eibar: su parroquia, de la Asunción de Nuestra Señora, es de categoría de ascenso, con órgano, servida por un párroco y cuatro coadjutores. Es buena: la primera piedra se colocó en 1803, y la construcción la dirigieron, conforme á los planos de Silvestre Pérez, los arquitectos de la Academia de San Fernando y vecinos de la villa, Manuel Vicente Laca y Mariano José de Lascurain. En la sacristía hay un cuadro notabilísimo que representa á Cristo en la Agonía y se atribuye á Zurbarán, insigne pintor extremeño.
(Múgica Zufiria, 1915-1921, p. 1058)